# Raimonds Vējonis
Raimonds Vējonis (ur. 15 czerwca 1966 w Ostrowie) – łotewski polityk, inżynier i biolog, współprzewodniczący Partii Zielonych, minister środowiska (2002–2011) i obrony (2014–2015), poseł na Sejm. W latach 2015–2019 prezydent Łotwy.

## Życiorys
W 1989 ukończył studia na wydziale biologii Uniwersytetu Łotwy w Rydze. Następnie kształcił się w instytucie inżynierii wodnej i inżynierii środowiska na Uniwersytecie Technologicznym w Tampere i na wydziale inżynierii środowiska Uniwersytetu Technicznego w Tallinnie. W 1995 uzyskał magisterium na wydziale biologii macierzystej uczelni w Rydze.
W latach 1987–1989 pracował w szkole średniej w Madonie jako nauczyciel biologii, następnie był wicedyrektorem regionalnej rady do spraw ochrony środowiska w Madonie (1989–1996), a także dyrektorem tożsamej instytucji dla regionu Rygi (1996–2002). Od 1997 do 2002 reprezentował państwo we władzach spółki „Getliņi Eko”. Brał udział w licznych projektach państwowych i samorządowych poświęconych ochronie środowiska. Zasiadał również w zarządzie portu Skulte (1997–1998, 2000–2002).
W 1990 dołączył do Łotewskiej Partii Zielonych, od 2003 do 2015 pełnił funkcję współprzewodniczącego tej partii. W latach 1990–1993 sprawował mandat radnego rady miejskiej Madony. Od 7 listopada 2002 do 16 stycznia 2003 pełnił funkcję ministra ochrony środowiska i rozwoju regionalnego, od 16 stycznia 2003 do 1 stycznia 2011 był ministrem środowiska w kilku kolejnych gabinetach. W okresie od 22 marca 2010 do 20 maja 2010 wykonywał czasowo obowiązki ministra rozwoju regionalnego i samorządności. 6 stycznia 2011 został ponownie ministrem ochrony środowiska i rozwoju regionalnego. Funkcję tę pełnił do 25 października 2011.
W 2006 i 2010 wybierany do Sejmu z ramienia Związku Zielonych i Rolników, z mandatów rezygnował w związku z pełnieniem funkcji rządowej. W 2011 został posłem na Sejm XI kadencji, stając na czele podkomisji ds. bałtyckich. 22 stycznia 2014 objął stanowisko ministra obrony w pierwszym rządzie Laimdoty Straujumy. Ponownie wybrany w tym samym roku do Sejmu, po czym objął dotychczasową funkcję rządową w drugim rządzie Laimdoty Straujumy.
3 czerwca 2015 został wybrany na prezydenta Łotwy. Został zaprzysiężony na ten urząd 8 lipca 2015. Jego kadencja upłynęła 8 lipca 2019.

## Życie prywatne
W 1986 zawarł związek małżeński z Ivetą Vējone, z którą ma dwóch synów.

## Odznaczenia
- Order Trzech Gwiazd II klasy (Łotwa, 2015)[10]
- Kawaler Krzyża Wielkiego Udekorowany Wielką Wstęgą Orderu Zasługi Republiki Włoskiej (Włochy, 2018)[11]
- Order Księcia Jarosława Mądrego I klasy  (Ukraina, 2018)[12]
- Order za Wybitne Zasługi (Słowenia, 2019)[13]
- Medal Rady Bałtyckiej (2013)[14]